# Hans Krása
Hans Krása (Praga, 30 novembre 1899 – Auschwitz, 17 ottobre 1944) è stato un compositore ceco di origine ebraica, vittima dell'Olocausto.
Contribuì a realizzare una vita culturale nel campo di concentramento di Theresienstadt, prima di essere deportato e ucciso ad Auschwitz. 

## Biografia
Hans Krása nacque a Praga da padre avvocato ceco e da madre ebrea tedesca.
Studiò sia il pianoforte che violino da bambino e continuò a studiare composizione presso l'Accademia di musica tedesca a Praga. Dopo essersi laureato, diventò un répétiteur al Neues Deutsches Theatre, dove incontrò il compositore e direttore Alexander von Zemlinsky.
Nel 1927 seguì Zemlinsky a Berlino, dove gli presentò Albert Roussel. Krása, le cui influenze primarie furono diretti a Gustav Mahler, Schoenberg e Zemlinsky, sentì anche un'affinità con la musica francese, in particolare con il gruppo di compositori noto come Gruppo dei Sei e realizzato un certo numero di viaggi a Francia per studiare sotto Roussel mentre visse a Berlino. Krása alla fine ritornò, nostalgico, a Praga per riprendere il suo vecchio lavoro di répétiteur al Neues Deutsches Theater.
Il suo debutto come compositore arrivò con la sua Four Orchestral Songs op. 1, basato sul Galgenlieder di Christian Morgenstern. Il lavoro fu eseguito per la prima volta sotto la direzione di Zemlinsky a Praga nel maggio del 1921 e fu ampiamente acclamato. Il suo risultato più notevole, tuttavia, fu l'opera Verlobung im Traum (Il fidanzamento in un sogno) ispirata al romanzo Il sogno dello zio di Fëdor Dostoevskij. Questo lavoro fu eseguito per la prima volta al State Opera di Praga nel 1933 sotto George Szell e fu insignito del Premio di Stato Cecoslovacco.
Brundibar, un'opera per bambini basata su l'opera teatrale di Aristofane, fu l'ultima opera che Krása completò prima del suo arresto da parte dei nazisti il 10 agosto 1942. Krása fu deportato presso il Campo di concentramento di Theresienstadt dove rielaborò Brundibar. Mentre era internato nel campo, produsse una serie di opere da camera anche se a causa delle circostanze, alcuni di questi non furono finiti.

## Opere
- 4 Orchesterlieder - op. 1 (1920) (testo di Christian Morgenstern)
- String Quartet - op. 2 (1921)
- Symphonie für kleines Orchester (1923)
- 5 Lieder op. 4 (1925) (testo di Rilke, Catullus, Morgenstern)
- Verlobung im Traum (1928–1930)
- Die Erde ist des Herrn (1931)
- Kammermusik
- Theme and Variations (1936)
- Brundibár (1938–43)
- Three Songs (1943) (testo di Arthur Rimbaud)
- Overture (1943)
- Tanec (1944)
- Passacaglia and Fugue (1944)[1]

## Registrazioni
Three Songs, è stato cantato da Christian Gerhaher, compaiono nel CD Terezín - Theresienstadt iniziato da Anne Sofie von Otter, Deutsche Grammophon, nel 2007.
Il String Quartet appare su Pavel Haas e Hans Krása: String Quartet, eseguiti dall'Hawthorne String Quartet come parte della serie Decca, Entartete Musik, etichetta: Decca 440 853-2. Come parte della stessa serie, la sua opera Verlobung im Traum e Symphonie sono apparse nelle registrazioni della Deutsches Symphonie-Orchester Berlin diretta rispettivamente da Lothar Zagrosek e Vladimir Ashkenazy, etichetta: Decca 455 587-2.